# أولمبياد الشطرنج ال38
أولمبياد الشطرنج 2008 هي منافسة عالمية نظمها الاتحاد الدولي للشطرنج بتاريخ 12 حتى 25 نوفمبر 2008 بمدينة دريسدن الألمانية.